# 聯合國蒲隆地行動
聯合國蒲隆地行動（United Nations Operation in Burundi）是聯合國安全理事會於2004年5月展開的維持和平行動，旨在延續2000年8月28日由蒲隆地內戰各勢力簽訂的《阿魯沙和平與調停協議》，維護蒲隆地和平狀態。
蒲隆地行動係依據聯合國安全理事會第1545號決議推動，根據該次決議，聯合國蒲隆地特派團有權使用「一切必要手段」確保交戰各方遵守《阿魯沙協議》，並推動裁軍、保護平民免於人身暴力威脅。行動剛開始時，聯合國共投入5,650名軍人、120名警察、200名軍事觀察員與125名後勤人員參與行動，首任負責人是加拿大外交官卡洛琳·麥卡斯基。
2007年1月1日，聯合國宣布終止蒲隆地行動，由聯合國蒲隆地綜合辦事處延續其任務。

## 外部連結
- 聯合國蒲隆地行動官方網站在網際網路檔案館的存檔 （英文）